# Isagoras phlegyas
Isagoras phlegyas är en insektsart som först beskrevs av John Obadiah Westwood 1859.  Isagoras phlegyas ingår i släktet Isagoras och familjen Pseudophasmatidae. Inga underarter finns listade i Catalogue of Life.